# Sabine Dormond
Sabine Dormond (* 9. Oktober 1967) ist eine Schweizer Schriftstellerin und Übersetzerin. Zwischen 2011 und 2019 war sie zweimal Präsidentin der Association vaudoise des écrivains. Sie lebt in Montreux.

## Werke
- 36 Chandelles (mit Hélène Küng), 2007
- Chant profané. In: Musica, 2012
- Full sentimental, 2012
- Fondue enchaînée. In: A l’aéroport, 2013
- Don Quichotte sur le retour. Roman, 2013
- Terreau toxique, 2013
- Une case de travers et autres nouvelles, 2015
- Clé en main, 2015
- Le parfum du soupçon, 2016
- Les parricides,  2017
- Ma place dans le circuit, 2018
- Cara. Roman, 2021
- Tonitruances, 2021